# Abu-Saïd al-Jannabí

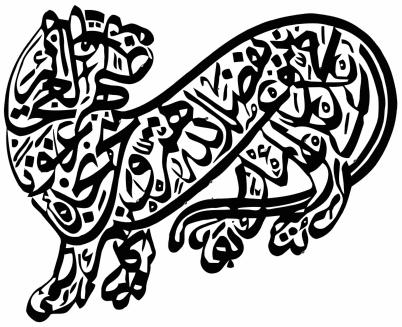
Anagrama del ismailismo.

Abu-Saïd Hàssan ibn Bahram. más conocido como Abu-Saïd al-Jannabí (845/855-913/914) fue un daï ismaïlita y fundador del estado cármata en Baréin; era persa y nativo de Ganaveh (en árabe, Jannaba), en la costa de Faros reclamante descendencia de la dinastía sasánida.
Se casó en la familia de los Banu l-Kassar, de tendencia ismaïlita y recibió enseñanza de Abdan, la cabeza ismaïlita de Irak que lo nombró para dirigir las dawa (misiones) a Djannaba, Siniz, Tawwadj, Mahruban y la costa de Faros sobre el 880. 
Hizo muchos conversos y obtuvo mucho dinero. Algunos lo denunciaron para confiscar sus pertenencias y tuvo que huir seguramente a Basora donde vivió como mendigo o en trabajos humildes; fue invitado por el jefe ismaïlita en Irak, Hamdan Karmat, en Kalwada y al cabo de poco lo envió como dai a Bahrayn donde llegó sobre 886/887 (las fuentes varían entre 886 y 899 pero la primera parece más probable). 
Se estableció como mercader en Katif donde se ganó la amistad de dos hijos de un notable local de nombre Sanbar de la familia de los Takafi, Hasan (con la hija del cual se casó), Ali y Hamdan. Los ismaïlitas ya habían sido activos en Baréin antes de su llegada, con el dai Abu Zakariya Tamami enviado años atrás por el dai del Yemen Ibn Hawshab, y una cierta rivalidad se detectó entre los dos dais pero de momento cooperaron.
Abu-Saïd obtuvo el apoyo de los beduinos Banu Kilab que ya habían sido convertidos por Abu Zakariya, y después de los Banu Ukayl, que formarán la base de su ejército. Con estos apoyos conquistó una ciudad detrás la otra en la provincia de Bahrayn (Katif, Zara, Safwan, Zahran, al-Ahsa y Juwala); después se dirigió a Omán donde ocupó Suhar aunque no consiguió mantener el control permanente sobre el país en conjunto; después hizo campañas a Balad al-Faladj (al sur de la Yámana) y en Yabrin (al este) y en esta última masacró a sus habitantes los Banu Kusayr o Banu Said de los tamimites.
No se sabe si impuso su dominio sobre la Yámana central pero luchó al menos contra los hasánidas Banu l-Ukayzir que regían Yámana desde entorno de 866 con capital en Kizrima, y que los Banu l-Ukayzir cooperaron más tarde con los cármatas por un tiempo. También ocupó la isla de Uwal donde cobró impuestos a los barcos allí anclados. No se sabe las fechas en que estos hechos tuvieron lugar (entre 890 y 899) pero en 899 ya dominaba toda la provincia de Bahrayn excepto la capital al-Hasa donde residía el gobernador abbásida, y estaba en condiciones de atacar Basora.
En abril del 900 el califa nombró gobernador de Yámana y Bahrayn a Abbas ben Amir al-Ghanawi y lo envió a la zona con dos mil hombres. Abu-Saïd lo enfrentó en la zona de las marismas saladas a dos días de marcha de Katif y el gobernador, abandonado por sus tropas beduinas, fue derrotado y hecho prisionero el mes de julio de 900. Extrañamente fue liberado para traer un mensaje al califa con la advertencia de no interferir otro golpe en sus territorios. Ocupó entonces Hadjar, que fue reconquistada probablemente al año siguiente (901) por el nuevo gobernador abbásida mientras Abu-Saïd se acercaba en Basora, pero se retiró al llegar a sus puertas.
Lo sucedió su hijo Said ibn Abu-Saïd, quien fue luego derrocado por el hijo menor de Abu-Saïd, Abu Tahir al-Jannabi. 